# Галатина
Галатѝна (на италиански: Galatina, на местен диалект Sampietrù, Сампиетру) е град и община в Южна Италия, провинция Лече, регион Пулия. Разположен е на 75 m надморска височина. Населението на общината е 27 024 души (към 2012 г.).